# Carl von Bergen (Maler, 1853)

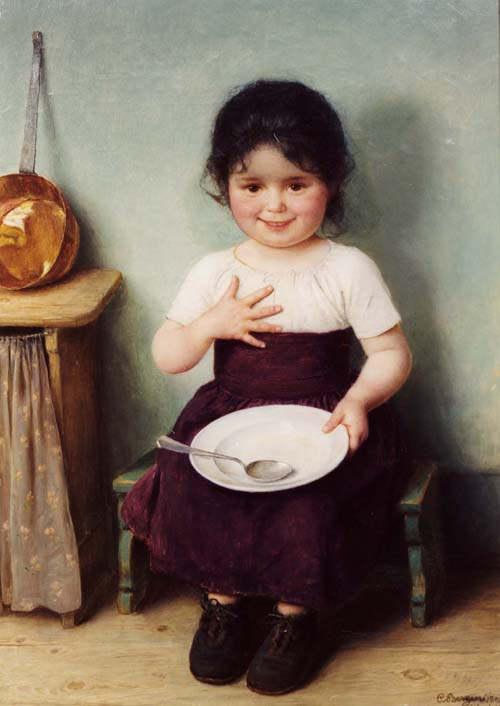
Sitzendes kleines Mädchen in einem bäuerlichen Interieur, 1904

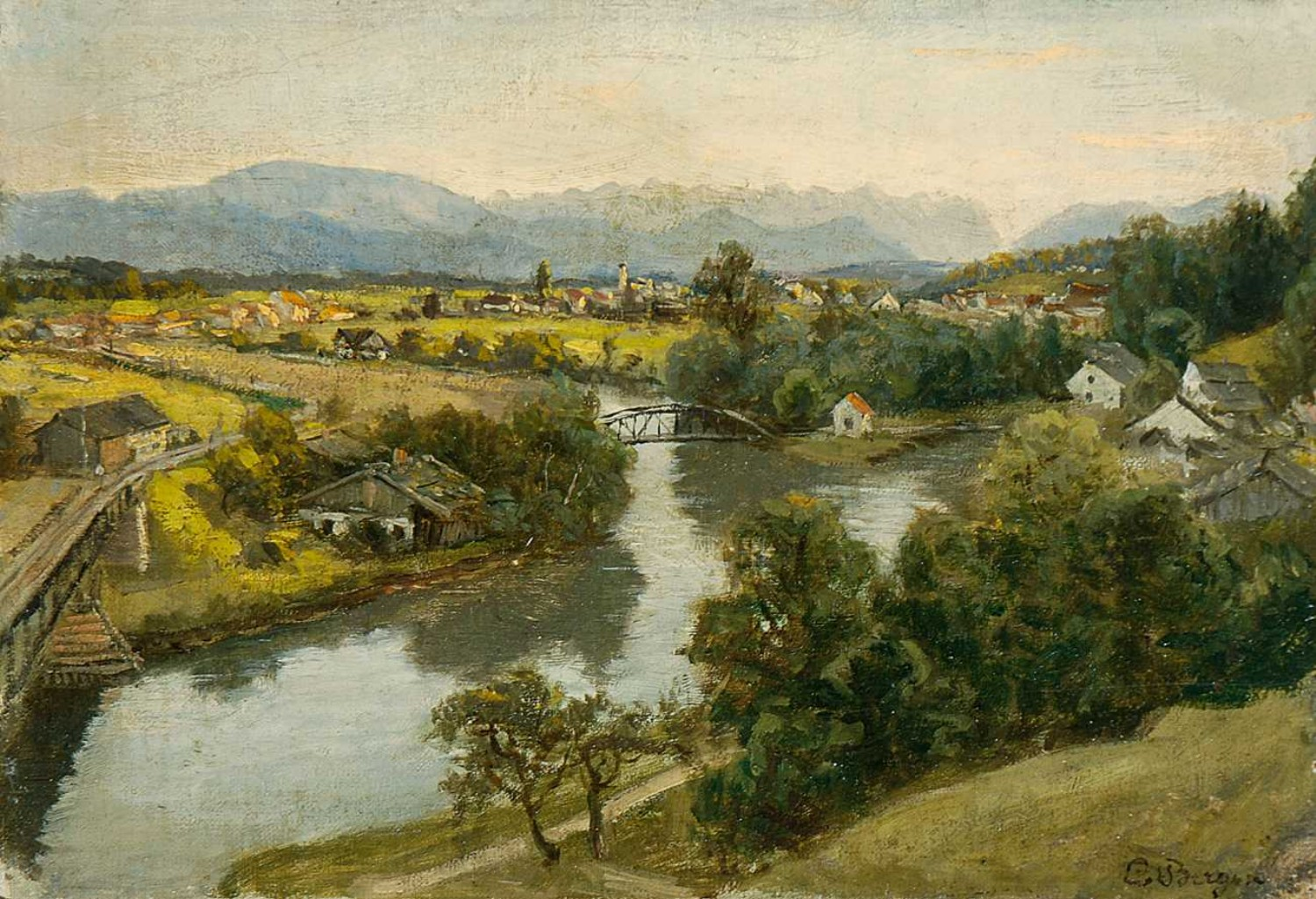
Blick auf Wolfratshausen

Carl von Bergen (* 8. Dezember 1853 in Cuxhaven als Carl von Bargen; † 29. Januar 1933 in München) war ein deutscher Maler.

## Leben
Von Bergen wuchs in Cuxhaven auf. In München studierte er ab Oktober 1878 in der Naturklasse der Kunstakademie und absolvierte erfolgreich das Studium der Malerei. Früh wurde er durch Genremalerei mit Kindermotiven bekannt. Unter den Bildern des 19. Jahrhunderts sticht ein besonders reizvolles Bachidyll hervor, „auf dem ein frohes Bauerndirndl von einem Steg aus eine Schar von Entenküken füttert“. 1902 malte er ein Ölgemälde für die Kirche St. Nicolai in Nordleda.